# Салајано (Пескара)
Салајано (итал. Salaiano) је насеље у Италији у округу Пескара, региону Абруцо.
Према процени из 2011. у насељу је живело 99 становника. Насеље се налази на надморској висини од 408 м.